# 玉音放送
玉音放送（ぎょくおんほうそう、旧字体：玉音󠄁放送󠄁）とは、1945年（昭和20）8月15日、昭和天皇自らが太平洋戦争終結の決定を国民に伝えるために行った放送の呼称。同日正午（日本標準時）に、当時日本唯一の放送局だった社団法人日本放送協会（現在のNHKラジオ第1放送）から放送された「大東亜戦争終結ノ詔書」（だいとうあせんそうしゅうけつノしょうしょ）の音読レコード（玉音盤）のラジオ放送を指す。「玉音」とは、天皇の声のこと。
この放送は、第二次世界大戦における枢軸国側の日本のポツダム宣言受諾による終戦（日本の降伏）を日本国民に伝える目的であり、以降、日本ではこの玉音放送の行われた8月15日を終戦の日（終戦記念日）と呼び、日本政府主催で全国戦没者追悼式を日本武道館で行い、放送が行われた正午に黙祷を行うのが通例となっている。なお、正式に日本が降伏し交戦状態が終了したのは、それから半月後の対連合国への降伏文書が調印された同年9月2日、戦争が完全に終結したのはサンフランシスコ平和条約が発行した1952年（昭和27年）4月28日のことである。

## 概要
第二次世界大戦末期の大日本帝国は、1944年以降全土が連日空襲に晒される等、敗勢は覆しがたく、鈴木貫太郎内閣は1945年6月から連合国への降伏を模索するも、継戦を主張してクーデターを辞さない構えの陸軍主戦派の脅威に直面、これに突き上げられた阿南惟幾陸相が閣議や最高戦争指導会議で強硬論を吐いたことで政府中枢がまとまらず、8月10日、次いで14日の2度にわたって、異例の昭和天皇の聖断によるポツダム宣言受諾（降伏）の決定を余儀なくされる。14日の聖断に際して、天皇は、戦禍に傷ついた国民の慮り、また軍民の動揺を抑えるべく、「国民に呼びかけることが良ければ私は何時でもマイクの前にも立つ」と発言。この発言を受けて、降伏に当たり渙発される予定であった「大東亜戦争終結ノ詔書」を、天皇自ら朗読、録音したものをラジオ放送によって直接国民に届けることが決定。史上初めて、天皇の肉声（玉音）が広く国民に達せられることとなった。同日夜、宮城（皇居）内で天皇がレコードに吹き込みを行い、翌15日正午の特別放送において、玉音が放送されることとなった。

## 詔書全文
詔書の題名は『大東亜戦争終結ノ詔書』(だいとうあせんそうしゅうけつノしょうしょ)、通称は「終戦詔書」(しゅうせんしょうしょ)とも呼ばれる。
原文
全815文字とされるが、異説もある（本文は802文字）。
現代仮名遣い・常用漢字・ひらがな
現代語訳
玉音放送全文の現代語訳。

## 詔書の作成
大まかな内容は迫水久常内閣書記官長が作成した。当初、迫水書記官長は「分かりやすい口語体による放送にしよう」と考えており、内閣嘱託の木原通雄とともに案を創作し始めたが、「一人称と二人称をどうするか」という基本的な点で行き詰まってしまった。つまり、それまで天皇が国民に直接語りかけることなどなかったため、天皇が自分自身のことを何と呼ぶのか、また、国民に対して「おまえたち」と言うのか「みなさん」と言うのか、適当な表現を考えつかず、結局実現はできずに、無難で済む文語体にすることとなった。
その後、8月9日以降に漢学者・川田瑞穂（内閣嘱託）が起草、さらに14日に安岡正篤（大東亜省顧問）が刪修した。また、御前会議での天皇の発言が陪席していた迫水によって詔書案に組み入れられたため、天皇の意思が直接反映された。
天皇の聖断を経て、14日夜、詔書案が閣議にかけられたが、ここでも、クーデターを恐れた阿南陸相が「戦局日ニ非（）ニシテ」の改訂を求め、「戦局必スシモ好転セス」に改められるなど、最終段階まで字句の修正が施され、第7案まで作成された。喫緊の間かつ、きわめて秘密裏に作業が行われたため、起草・正本の作成に十分な時間がなく、字句の修正が佐野小門太理事官（内閣総務課）による詔書原本の浄書と並行して行われた。最終的に完成した詔書原本は、正本であるにもかかわらず、補入や誤脱に紙を貼って訂正を行った跡が見られる。また、1頁10行の原稿のうち、御璽の押印で7行分のスペースをとることから、押印する頁の本文は最大3行までとするのが慣例であったが、この詔書の正本では4行目に及んでおり、この頁の狭い余白に押印を行ったため、印影が本文にかぶさるという、異例な形式の詔書となった。天皇の裁可、鈴木首相以下16名の大臣の副書を得て詔書は発効し（14日付）、同日の官報号外にて告示された。また、詔書は渙発は中立国のスイスおよびスウェーデン駐在の日本公使館を通じて連合各国にも伝達された。
なお、詔書渙発を伝える15日の朝刊は、玉音放送終了後の同日午後に配達される特別措置がとられた。

### もう一つの詔書案
広く知られている終戦詔書の他に外務省が作成したもう一つの詔書案がある。
8月10日の御前会議のあと、外務省政務局長の安東義良は東郷茂徳外務大臣に呼ばれ、詔書案を作成するよう極秘の指示を受けた。安東は詔書案を作成するのは内閣の仕事であることを認識していたが、クーデターの噂が流れるなか、もし総理大臣官邸が襲撃を受けるようなことになれば詔書案どころではなくなるため、それに備えて外務省が作成すると解釈してあえて「なぜ外務省が？」と問うことはしなかった。安東は詔書案を11日の朝に東郷大臣に渡したが、結局この詔書案が日の目を見ることはなかった。迫水久常もこの詔書案があることを知らなかった。戦後になってから安東が蔵書を整理していると、偶然本の間に挟まっている詔書案の下書きを発見したことにより、存在が明らかになった。安東は「案を大臣に渡す前に、大東亜省次官の田尻愛義に見せて賛同を得た」と言っているが、田尻は戦後に読売新聞社のインタビューに対し、「そのことについては記憶がない」と述べている。
安東義良が作成した詔書案

## 玉音の録音と放送

### 録音
終戦詔書を天皇の肉声によって朗読し、これを放送することで国民に諭旨するという着想は、ジャーナリストでNHK専務理事経験のある初代内閣情報局次長の久富達夫が、同局総裁の下村宏に提案したものというのが通説である。
NHKへは宮中での録音について14日13時に通達があり、15時に録音班8名（大橋八郎会長を含む協会幹部3人と録音担当者5人）が参内（録音担当者は国民服に軍帽という服装であった）。録音作業は内廷庁舎において行われ、録音機2組（予備含む計4台）など録音機材が拝謁間に、マイクロホンが隣室の政務室に用意された。用意されたレコードは、日本電気音響（後の日本コロムビア〈二代目〉→デノン→デノン コンシューマー マーケティング〈≒ディーアンドエムホールディングス〉）製のDP-17-K可搬型円盤録音機によって、同じく日本電気音響製の、SP盤規格準拠のアセテート盤（セルロースコーティング録音盤）に録音された。この録音盤は1枚で3分間しか録音できないため、朗読に約5分かかる玉音放送は複数枚（テイク2は2枚組および3枚組）にわたって録音された。
録音の用意は16時には完了し、18時から録音の予定であったが、前述の詔書の最終稿の修正もあって録音作業はずれ込み、『昭和天皇実録』によると、昭和天皇は警戒警報発令中の23時25分に部屋に入る。石渡荘太郎宮内大臣や藤田尚徳侍従長立ち合いの下朗読が行われた。1度目の録音後、聴取した天皇の発案（声が低かったため）により2度目のテイクをとり、こちらは接続詞が抜けていたことから、天皇から更に「3度目の録音を」と提案されたが、「下村がこれを辞退した」という（下村宏『終戦秘史』）。2回のテイクにより、玉音盤は合計2種（テイク1が計7枚、テイク2が計5枚）製作された。作業は翌15日1時ごろまでかかって終了する。1回目に録音した録音盤を「副盤（「副本」とも呼ばれる）」、2回目に録音した録音盤を「正盤（「正本」とも呼ばれる）」と定められた。
丁度この頃、陸軍主戦派が暴発して実力行使に踏み切る（宮城事件）。一部の部隊は玉音放送を阻止するために玉音盤を狙って皇居へ進軍（近衛歩兵第2連隊第3大隊長佐藤好弘大尉指揮）、坂下門付近で丁度退出しようとしていた下村総裁以下録音班と遭遇してこれを拘束・監禁する。録音盤が宮内省内部に存在することを知った師団参謀古賀秀正少佐の指示により、録音盤の捜索が行われたが、録音盤は、録音後に徳川義寛侍従により皇后宮職事務官室の書類入れの軽金庫に、他の書類に紛れ込ませる形で保管されていたため発見されなかった。宮城事件も翌朝までには鎮圧され、玉音放送の阻止は防がれた。事件鎮圧後、「正盤」は東京放送会館へ、「副盤」は第一生命館の予備のスタジオへと持ち込まれた。

### 放送
予告放送

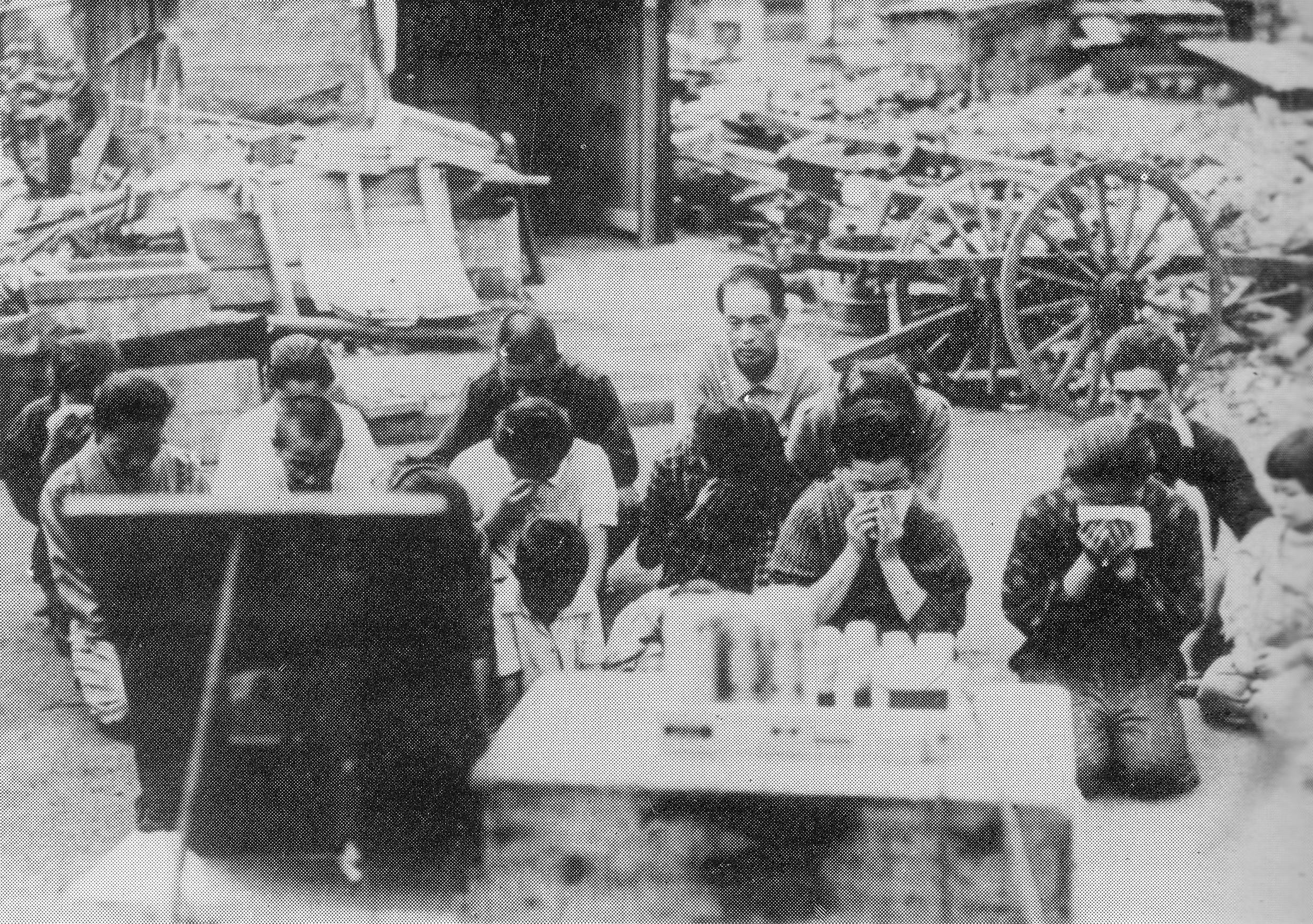
玉音放送を聞く人々

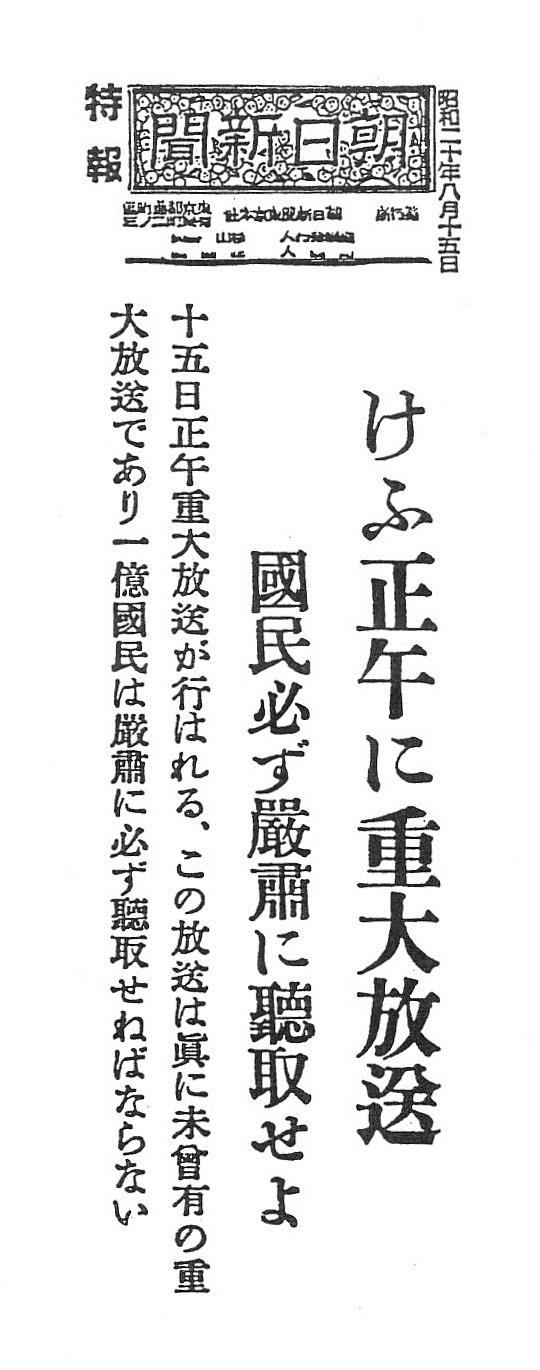
8月15日午前中に配布された玉音放送予告の特報（朝日新聞）

玉音放送は、14日21時のニュースと15日7時21分のニュースの2回、予告が行われた。内容として「このたび詔書が渙発される」「15日正午に天皇自らの放送がある」「国民は一人残らず玉音を拝するように」「昼間送電のない地域にも特別送電を行う」「官公署、事務所、工場、停車場、郵便局などでは手持ち受信機を活用して国民がもれなく放送を聞けるように手配すること」「新聞が午後1時ごろに配達されるところもあること」などであった。
本放送
玉音放送を伝える番組は、正午より開始。玉音盤の再生自体は約5分間であったが、その前後の終戦関連ニュースなどを含む放送は約37分半であった。
番組内容は以下の通り。番組全体の進行は和田信賢NHKアナウンサー（当時の呼称は「放送員」）がつとめており、特記なき文は、和田放送員によるアナウンスである。
1. 正午の時報
2. 「只今より重大なる放送があります。全国の聴取者の皆様、ご起立願います」
3. 「天皇陛下におかせられましては、全国民に対し、畏くも御自ら大詔を宣らせ給うことになりました。これより謹みて玉音をお送り申します」（下村宏情報局総裁）
4. 国歌君が代奏楽
5. 大東亜戦争終結ノ詔書（玉音盤再生）
6. 国歌君が代奏楽
7. 「謹みて天皇陛下の玉音放送を終わります」（下村総裁）
8. 玉音放送の解説（以下全文）・「謹んで詔書を奉読いたします」
9. 終戦詔書の奉読（玉音放送と同内容）
10. 「謹んで詔書の奉読を終わります」 以降、終戦関連ニュース（項目名は同盟通信から配信されたニュース原稿のタイトル）
11. 内閣告諭（14日付の鈴木首相の内閣告諭）
12. これ以上国民の戦火に斃れるを見るに忍びず=平和再建に聖断降る=（終戦決定の御前会議の模様を伝える内容）
13. 交換外交文書の要旨（君主統治者としての天皇大権を損しない前提でのポツダム宣言受諾とバーンズ回答の要旨、これを受けたポツダム宣言受諾の外交手続き）
14. 一度はソ連を通じて戦争終結を考究=国体護持の一線を確保=（戦局の悪化とソ連経由の和平工作失敗と参戦、ポツダム宣言受諾に至った経緯）
15. 万世の為に太平を開く 総力を将来の建設に傾けん（昭和天皇による終戦決意）
16. ポツダム宣言（ポツダム宣言の要旨）
17. カイロ宣言（カイロ宣言の要旨）
18. 共同宣言受諾=平和再建の大詔渙発=（終戦に臨んでの国民の心構え）
19. 緊張の一週間（8月9日から14日までの重要会議の開催経過）
20. 鈴木総理大臣放送の予告（14時からの「大詔を拝し奉りて」と題する放送予告。実際には内閣総辞職を決定する閣議が行われたため、19時のニュースに続いて放送された）

8. 昭和天皇の録音盤再生後の解説文（日本放送協会　和田信賢放送員）
上述のように、放送を即時に広く伝達するため10 kWに規制されていた出力を60 kWに増力し、昼間送電のない地域への特別送電を行い、さらに短波により東亜放送を通じて中国占領地、満洲、朝鮮、台湾、南方諸地域にも放送された。
また、国際放送（ラジオ・トウキョウ）では平川唯一が厳格な文語体による英語訳文書（Imperial Rescript on the Termination of the War）を朗読し、国外向けに放送した。この放送は米国側でも受信され、1945年8月15日付のニューヨーク・タイムズ紙に全文が掲載された。
以降の放送
玉音放送のあと、15日中のラジオ放送は下記の4回行われた。
1. 15時（40分間）
2. 17時（20分間）
3. 19時（40分間）
4. 21時（18分間）

## その後

### 戦後の始まりとしての受容
玉音放送自体は法制上の効力を特に持つものではないが、天皇が敗戦の事実を直接国民に伝え、これを諭旨するという意味では強い影響力を持っていた。実際に、日本の陸海軍は玉音方法をもって比較的スムーズに日本の降伏を受け入れ、日本社会はGHQ統治へと移行してゆく。
以降、メディアにおいて戦時下の日本を取り上げる際には、資料映像として玉音放送が流れることが多い。その中でも時に切り取られて放送されるのは、「堪え難きを堪え、忍び難きを忍び」の部分であり、戦時中の困苦と占領されることへの不安を喚起させ、特に印象づけられて有名である。

### 玉音盤

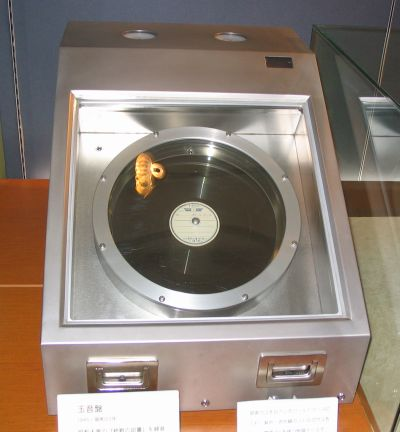
玉音盤（副盤）
（玉音放送で流すべく、天皇の肉声（玉音）を録音したレコード盤）
NHK放送博物館所蔵

玉音盤は放送後、昭和天皇の住まいで防空施設も兼ね備えていた「御文庫」に長らく収蔵されたのち三の丸尚蔵館に、その後宮内庁の倉庫に移された。再生や複製が繰り返されるうちに音が劣化していったものと推定される。
実際に放送で再生された正盤は、2014年（平成26年）末の時点で、2枚組で録音された音声の再生に成功した（3枚組はうち1枚が再生不可能）。戦後70年に当たる翌2015年（平成27年）にデジタルリマスターが実施され、8月1日にこの原盤と復元音声、1946年（昭和21年）5月24日に放送された食糧問題に関する御言葉を録音した原盤も公開（これは1962年にフォノシートに収録され、同じものが1995年にCD化されている）、これに合わせる形で、御文庫の防空壕も1965年（昭和40年）以来となる内部の状況を写真や映像を公開した。これに先立ち6月30日には天皇、皇后、皇太子・徳仁親王（現・天皇）、秋篠宮文仁親王の4人がこの復元された音声を聞いたという。
放送では使われなかった副盤計7枚は1975年（昭和50年）、放送開始50周年記念事業の一環として、宮内庁からNHK放送博物館に移されたが、ひび割れなど時間の経過による劣化により再生不可能な状態となっていた。現在は修復措置を施したうえ、窒素ガスを充填したケースで厳密な温度・湿度管理のもと保管・展示されている。
一方、メディアで放映され、一般的に知られてきた玉音放送の音声は、実際に録音した原本ではなく、終戦の翌年、GHQの命令で複製されたものを録音作業にあたったNHK職員が余分に制作し個人で保管していたもので、その後、NHKに渡されたものとされる。NHKに渡された複製盤はその後さらにLPレコード化され、2015年時点ではLPがNHK浜松支局内のライブラリーに保管され、2017年には同ライブラリーがNHKアーカイブス（川口本館）に統合されたことに伴い川口に移された（元の複製盤は行方がわかっていない）。

### 玉音に類似するもの
この玉音放送以降、天皇の肉声がメディアで流れることはタブーでなくなったが、天皇が国民に直接訴えかける内容のものが収録、公開された事例は数少ない。
- 食糧問題に関する御言葉：飯米獲得人民大会による混乱を受けて、1946年（昭和21年）5月24日に放送された。
- 東北地方太平洋沖地震に関する天皇陛下のおことば：東北地方太平洋沖地震（東日本大震災）・福島第一原子力発電所事故の状況を憂慮し、防災関係者を労い、被災者を激励する内容。
- 象徴としてのお務めについての天皇陛下のおことば　天皇としての職務の引退及び退位等の意思に関し、全国民に理解を求める内容。

後者2例は、第125代天皇明仁によるもので、事前にビデオに収録された映像をテレビ各局が放送した。宮内庁での正式名称は天皇陛下のおことばとされているが、直接国民に思いを訴える放送として、上記昭和天皇の『終戦の詔勅』での事例と酷似しているとして、一部で「平成の玉音放送」と称された。

## エピソード
- 公式には終戦の詔書が最初の玉音放送であるが、1928年（昭和3年）12月2日の大礼観兵式に、ラジオ放送のマイクが昭和天皇の肉声を意図せず拾ってしまい、これが放送されるというアクシデントが一度起こっている。宮中筋は「天皇の肉声を放送する事は憚りあり」として、これを数日後に封印されたことがあった[33]。
- 佐藤卓己『八月十五日の神話』（ちくま新書、2005年）では、「報道機関には前もって日本の降伏が知らされ、記者は敗戦を知ってうなだれるポーズを撮影した写真を、放送前にあらかじめ準備した」といった捏造記事の制作が紹介されている。
- 詔書作成の過程で安岡正篤は「時運ノ趨ク所」（じうんのおもむくところ）は「成り行きまかせ」の意味であるため天皇の言葉としてふさわしくない、ここは道義の至上命令を意味する「義命ノ存スル所」[注釈 6]に変えるべきだ、と迫水久常に進言した。迫水はこれを受けて文案を作り直したが、そのあとの閣議で、漢和辞典に出ていないような難しい言葉では国民が理解できないだろうという意見があり、元に戻されてしまった。これについて安岡は「不見識きわまりない」と憤慨し、以後詔書について話すことを一切拒んだ[35]。
- 詔書の原案では「遺族ニ想ヲ致セハ断腸ノ思ヒアリ」となっていた。安岡は「断腸ノ思ヒ」は私情であり公の場で使うべきでないとして「五内為ニ裂ク」（ごだいためにさく）に変更するように指示した。この点も閣議で難解と指摘された。迫水は安岡から聞いたとおり、これは「五臓が引き裂かれる思い」の意味であって公に使える、と説明するとこのまま受け入れられた。迫水はのちになって「五内為ニ裂ク」は難解の見本のようなものと回想している[36]。
- 連合国軍の攻撃は、アメリカ軍は数日前から兵庫県宝塚市などに8月15日の空襲予告を行っていたが[37]、15日未明の土崎空襲を最後に爆撃を停止した。しかしイギリス軍では、15日の午前10時過ぎに、イギリス海軍空母「インディファティガブル」から化学製品工場を爆撃すべく千葉県長生郡に向かったグラマン TBF アヴェンジャーらが日本軍に撃墜され、乗組員3名が死亡した。なお、同作戦でスーパーマリン シーファイアが零式艦上戦闘機との戦闘で撃墜され、脱出したフレッド・ホックレー少尉が陸軍第147師団歩兵第426連隊に捕えられ、その約1時間後に玉音放送があったもののそのまま解放されず、夜になり陸軍将校により処刑される事件も発生した（一宮町事件）。
- 当時玉音放送を聞いた国民は、玉音そのものからは「論旨はよくわからなかった」という証言が多い。これは、天皇の朗読に独特の節回しがあり、また詔書の中に難解な漢語が相当数含まれていたためである。また、当時はラジオの放送品質が悪かったうえ、電波管制のために全国共通の周波数（860キロサイクル）を用いていた状態で、前述のとおり電波出力を通常より大きくしていたため、放送局間の地域では相互の電波が干渉し、却って受信状態が非常に悪くなってしまった（『真空管の伝説』p.167）。大半の人は、放送を聴く周囲の人々の雰囲気などで事情を把握したという[38][39]。

## 関連番組
- アニメンタリー 決断 第25話「最後の決断」（竜の子プロダクション制作・日本テレビ系、1971年放送） - ポツダム宣言受諾から御前会議、玉音放送に至るまでの、下村総裁をはじめ、徹底抗戦を唱え玉音盤を奪取しようとする陸軍の一部将校など、さまざまな立場からの決断が描かれている。
- 連続テレビ小説「本日も晴天なり」（第35話=第6週・その5 1981年11月13日 NHK総合テレビジョンにて生放送）[40]  - 玉音放送の当時の音源を交えて再現したもの。原本の和田に相当する進行役の本多を山本紀彦が演じた。
- ザ・スクープスペシャル「終戦特別企画 誰も知らない玉音放送 "日本のいちばん長い日"の真実」（テレビ朝日、2011年8月14日放送）
- NHK BSプレミアム「玉音放送を作った男たち[41]」 - 下村宏ら玉音放送の制作状況や放送に携わった人々をドラマ形式で。テレビマンユニオン製作（NHK、2015年8月1日放送）
- ニコニコ生放送「【終戦の日】玉音放送」 - ニコ生終戦特別企画として玉音放送をノーカットで配信[42][43]。2015年以降、毎年8月15日正午からノーカットで配信する。